# Соловьёва, Анастасия Викторовна
Анастаси́я Ви́кторовна Соловьёва (род. 18 февраля 1985) — российская легкоатлетка, специалистка по бегу на короткие дистанции и барьерному бегу. Выступала на профессиональном уровне в 2001—2013 годах, член сборной России, многократная победительница и призёрка первенств всероссийского значения, участница ряда крупных международных стартов. Представляла Волгоградскую область и Москву. Мастер спорта России международного класса.

## Биография
Анастасия Соловьёва родилась 18 февраля 1985 года.
Занималась лёгкой атлетикой под руководством тренеров В. Н. Типаева, Т. В. Решентниковой, Н. А. Вадюниной.
Впервые заявила о себе в сезоне 2001 года, став шестой в беге на 400 метров с барьерами на соревнованиях в Краснодаре.
В 2007 году с командой Волгоградской области выиграла серебряную медаль в эстафете 4 × 100 метров на чемпионате России в Туле.
На чемпионате России 2008 года в Казани вновь стала серебряной призёркой в эстафете 4 × 100 метров.
В 2009 году в беге на 60 метров с барьерами получила серебро на зимнем чемпионате России в Москве, заняла пятое место на чемпионате Европы в помещении в Турине. Позднее на летнем чемпионате России в Чебоксарах одержала победу в эстафете 4 × 100 метров.
На чемпионате России 2010 года в Саранске вновь выиграла эстафету 4 × 100 метров.
В 2011 году в беге на 60 метров с барьерами победила на зимнем чемпионате России в Москве, дошла до полуфинала на чемпионате Европы в помещении в Париже. На летнем чемпионате России в Чебоксарах выиграла серебряную медаль в беге на 100 метров с барьерами и бронзовую медаль в эстафете 4 × 100 метров (позднее в связи с дисквалификацией команды Москвы переместилась в итоговом протоколе на вторую позицию). Будучи студенткой, представляла страну на Всемирной Универсиаде в Шэньчжэне, где в 100-метровом барьерном беге дошла до полуфинала.
Завершила спортивную карьеру по окончании сезона 2013 года.
За выдающиеся спортивные достижения удостоена почётного звания «Мастер спорта России международного класса».